# Marius Sandu Iordache
Marius Iordache (Craiova, 8 d'octubre de 1978) és un futbolista romanés que ocupa la posició d'extrem esquerre.
Ha jugat en diversos equips de primer nivell del seu país, com l'Universitatea Craiova, l'Steaua Bucureştio el Naţional Bucureşti. També va militar al Vila-real CF, de la primera divisió espanyola, o a l'Ethnikos Achnas grec.